# Leopold Fugger von Babenhausen
Leopold Karl Maria Fugger von Babenhausen, III principe di Babenhausen (Babenhausen, 4 ottobre 1827 – Augusta, 10 aprile 1885), è stato un principe e politico tedesco.

## Biografia
Leopold era il figlio primogenito del principe Anton Fugger von Babenhausen (13 gennaio 1800 - 18 maggio 1836) e di sua moglie, la principessa Franziska von Hohenlohe-Bartenstein (29 agosto 1807 - 27 agosto 1836).
Alla morte di suo padre nel 1836, Leopold gli succedette nei titoli e nei possedimenti di famiglia. Dal 1836 al 1885 fu membro ereditario della Camera dei Signori bavarese nonché maresciallo della corona del regno di Baviera. Il grave dissesto finanziario nel quale si trovava la sua famiglia dopo la perdita dei possedimenti feudali con la dissoluzione del Sacro Romano Impero nel 1806, lo spinse a vivere prevalentemente ad Augusta, in Germania, dove pur coltivando la propria passione per l'arte con una certa parsimonia, non mancò di lasciare opere importanti come l'ampia decorazione del palazzo Fugger con affreschi sulla storia della sua famiglia.
Il principe Leopold morì senza figli di polmonite il 10 aprile 1885 all'età di 58 anni. Suo fratello minore Karl Ludwig Fugger von Babenhausen gli succedette come principe e capo della famiglia.

## Matrimonio
Il principe Leopold sposò la contesa Anna Maria Leopoldine von Gatterburg (30 gennaio 1838, Salisburgo - 14 luglio 1903, Kalksburg) a Salisburgo il 10 gennaio 1857, figlia del barone Ferdinand August von Gatterburg (1803-1906), ciambellano imperiale, e di sua moglie, la contessa Marie von Podstatzky-Lichtenstein (1803-1864). Il matrimonio non ebbe eredi.

## Ascendenza
|                                                                |                                                                              |                                                                              | Genitori                                          |  |  | Nonni |  |  | Bisnonni                                |  |  | Trisnonni                            |  |
|                                                                |                                                                              |                                                                              |                                                   |  |  |       |  |  | Anselm Viktorian Fugger von Babenhausen |  |  | Johann Jackob Fugger von Babenhausen |  |
|                                                                |                                                                              |                                                                              |                                                   |  |  |       |  |  | Anselm Viktorian Fugger von Babenhausen |  |  | Johann Jackob Fugger von Babenhausen |  |
|                                                                |                                                                              | Maria Katharina Euphemia von Toerring                                        |                                                   |  |  |       |  |  | Anselm Viktorian Fugger von Babenhausen |  |  |                                      |  |
| Anselm Maria Fugger von Babenhausen, I principe di Babenhausen |                                                                              |                                                                              |                                                   |  |  |       |  |  | Anselm Viktorian Fugger von Babenhausen |  |  |                                      |  |
|                                                                |                                                                              | Maria Walburga von Waldburg-Wolfegg                                          | Joseph Franz von Waldburg-Wolfegg                 |  |  |       |  |  |                                         |  |  |                                      |  |
|                                                                |                                                                              | Maria Walburga von Waldburg-Wolfegg                                          | Joseph Franz von Waldburg-Wolfegg                 |  |  |       |  |  |                                         |  |  |                                      |  |
|                                                                |                                                                              | Maria Walburga von Waldburg-Wolfegg                                          | Anna Maria von Salm Reifferscheidt-Dick           |  |  |       |  |  |                                         |  |  |                                      |  |
| Anton Fugger von Babenhausen, II principe di Babenhausen       |                                                                              | Maria Walburga von Waldburg-Wolfegg                                          |                                                   |  |  |       |  |  |                                         |  |  |                                      |  |
|                                                                |                                                                              | Eberhard von Waldburg-Wurzach                                                | Franz Ernst von Waldburg-Zeil                     |  |  |       |  |  |                                         |  |  |                                      |  |
|                                                                |                                                                              | Eberhard von Waldburg-Wurzach                                                | Franz Ernst von Waldburg-Zeil                     |  |  |       |  |  |                                         |  |  |                                      |  |
|                                                                |                                                                              | Eberhard von Waldburg-Wurzach                                                | Maria Eleonore von Königsegg-Rothenfels           |  |  |       |  |  |                                         |  |  |                                      |  |
| Maria Antonia Elisabeth von Waldburg-Wurzach                   |                                                                              | Eberhard von Waldburg-Wurzach                                                |                                                   |  |  |       |  |  |                                         |  |  |                                      |  |
|                                                                |                                                                              | Maria Katherine Fugger von Glott                                             | Sebastian Fugger von Glott                        |  |  |       |  |  |                                         |  |  |                                      |  |
|                                                                |                                                                              | Maria Katherine Fugger von Glott                                             | Sebastian Fugger von Glott                        |  |  |       |  |  |                                         |  |  |                                      |  |
|                                                                |                                                                              | Maria Katherine Fugger von Glott                                             | Elisabeth Gabriele von Firmian                    |  |  |       |  |  |                                         |  |  |                                      |  |
| Leopold Fugger von Babenhausen, III principe di Babenhausen    |                                                                              | Maria Katherine Fugger von Glott                                             |                                                   |  |  |       |  |  |                                         |  |  |                                      |  |
|                                                                | Ludwig Karl von Hohenlohe-Bartenstein, III principe di Hohenlohe-Bartenstein | Karl Philipp von Hohenlohe-Bartenstein, II principe di Hohenlohe-Bartenstein |                                                   |  |  |       |  |  |                                         |  |  |                                      |  |
|                                                                | Ludwig Karl von Hohenlohe-Bartenstein, III principe di Hohenlohe-Bartenstein | Karl Philipp von Hohenlohe-Bartenstein, II principe di Hohenlohe-Bartenstein |                                                   |  |  |       |  |  |                                         |  |  |                                      |  |
|                                                                | Ludwig Karl von Hohenlohe-Bartenstein, III principe di Hohenlohe-Bartenstein | Sofia Maria d'Assia-Homburg                                                  |                                                   |  |  |       |  |  |                                         |  |  |                                      |  |
| Karl Joseph von Hohenlohe-Bartenstein                          | Ludwig Karl von Hohenlohe-Bartenstein, III principe di Hohenlohe-Bartenstein |                                                                              |                                                   |  |  |       |  |  |                                         |  |  |                                      |  |
|                                                                |                                                                              | Polyxena Benedikta von Limburg-Stirum                                        | Christian Otto von Limburg-Stirum                 |  |  |       |  |  |                                         |  |  |                                      |  |
|                                                                |                                                                              | Polyxena Benedikta von Limburg-Stirum                                        | Christian Otto von Limburg-Stirum                 |  |  |       |  |  |                                         |  |  |                                      |  |
|                                                                |                                                                              | Polyxena Benedikta von Limburg-Stirum                                        | Caroline von Hohenlohe-Waldenburg-Schillingsfürst |  |  |       |  |  |                                         |  |  |                                      |  |
| Franziska Xaveria von Hohenlohe-Bartenstein                    |                                                                              | Polyxena Benedikta von Limburg-Stirum                                        |                                                   |  |  |       |  |  |                                         |  |  |                                      |  |
|                                                                |                                                                              | Ludovico Eugenio di Württemberg                                              | Carlo I Alessandro di Württemberg                 |  |  |       |  |  |                                         |  |  |                                      |  |
|                                                                |                                                                              | Ludovico Eugenio di Württemberg                                              | Carlo I Alessandro di Württemberg                 |  |  |       |  |  |                                         |  |  |                                      |  |
|                                                                |                                                                              | Ludovico Eugenio di Württemberg                                              | Maria Augusta di Thurn und Taxis                  |  |  |       |  |  |                                         |  |  |                                      |  |
| Enrichetta Carlotta di Württemberg                             |                                                                              | Ludovico Eugenio di Württemberg                                              |                                                   |  |  |       |  |  |                                         |  |  |                                      |  |
|                                                                |                                                                              | Sophie Albertine von Beichlingen                                             | August Gottfried Dietrich von Beichlingen         |  |  |       |  |  |                                         |  |  |                                      |  |
|                                                                |                                                                              | Sophie Albertine von Beichlingen                                             | August Gottfried Dietrich von Beichlingen         |  |  |       |  |  |                                         |  |  |                                      |  |
|                                                                |                                                                              | Sophie Albertine von Beichlingen                                             | Sophie Helene von Stöcken                         |  |  |       |  |  |                                         |  |  |                                      |  |
|                                                                |                                                                              | Sophie Albertine von Beichlingen                                             |                                                   |  |  |       |  |  |                                         |  |  |                                      |  |

| Controllo di autorità | VIAF (EN) 80448051 · ISNI (EN) 0000 0000 5589 5746 · CERL cnp01149335 · GND (DE) 136035671 |